# Маляр Павло Микитович
Павло Маляр (1910-2005) — український письменник-прозаїк.

## З біографії
Народився 16 лютого 1910 р. у Миргороді на Полтавщині. Освіту здобув у м. Харкові. Закінчив педагогічні курси, потім філологічний факультет Харківського університету, вчителював, почав друкуватися у газеті «Нова Україна». Емігрував, перебував у Німеччині, потім у США.
Ступінь магістра отримав у Сиракузькому університеті.

## Творчість
Автор збірки новел «Щастя» (1947), трилогії «Золотий дощ» (1965—1975), повісті «Хліб» (1955).
Окремі видання:
- Маляр П. Золотий дощ. Роман-трилогія. — Торонто: Нові дні, 1965—1975. — Т. 1. Золотий дощ; Т. 2. Перевесники; Т. 3. Поема про Улянку.
- Маляр П. Страх // Слово. Збірник 7. — Едмонтон, 1978. — С. 140—143.
- Маляр П. Великий віз (Початковий розділ з другої книги роману «Золотий дощ») // Слово. Збірник 2. — Нью-Йорк, 1964. -С. 109—125.
- Маляр П. Збірник на пошану Юрія Шевельова // Сучасність. − 1973. — Ч. 12 (156). — С. 61-69.